# Genovèse
Genovèse ist eine autochthone Weißweinsorte der Insel Korsika in Frankreich. Die spätreifende Sorte erbringt alkoholreiche Weine von goldgelber Farbe und ausgeprägtem Aroma. Der Name der Rebsorte lässt vermuten, dass sie ursprünglich aus Ligurien (in der Nähe von Genua) stammt. Italienische Ampelographen rücken diese Sorte in die Nähe der Rebsorte Bosco; eine Bestätigung dieser These steht noch aus. Auf Korsika betrug die bestockte Rebfläche Ende der 1990er Jahre 44 Hektar.
Siehe auch die Artikel Weinbau in Frankreich und Weinbau in Kanada sowie die Liste von Rebsorten.

## Ampelographische Sortenmerkmale
In der Ampelographie wird der Habitus folgendermaßen beschrieben:
- Die Triebspitze ist offen. Sie ist weißwollig behaart und mit einem karminroten Anflug versehen. Die Jungblätter sind leichtwollig behaart und bronzefarben gefleckt (Anthocyanflecken).
- Die Blätter (siehe auch den Artikel Blattform) sind fünflappig und tief gebuchtet. Die Stielbucht ist lyren-förmig offen. Der Blattrand ist stumpf gezahnt. Die Zähne sind im Vergleich zu anderen Rebsorten weit gesetzt. Die Blattoberfläche (auch Blattspreite genannt) ist blasig derb.
- Die kegel- bis walzenförmige Traube ist mittelgroß (im Mittel 278 Gramm schwer), geflügelt und dichtbeerig. Die rundlichen Beeren sind klein bis mittelgroß (im Mittel 2,5 Gramm). Sie sind selbst bei Vollreife von weißlich-grüner Färbung.

Die Rebsorte Genovèse reift ca. 30 Tage nach der Rebsorte Gutedel und gehört damit zu den Rebsorten der frühen dritten Reifungsperiode (siehe das Kapitel im Artikel Rebsorte). Sie zählt damit zu den spätreifenden Sorten. Genovèse ist eine Varietät der Edlen Weinrebe (Vitis vinifera). Sie besitzt zwittrige Blüten und ist selbstfruchtend. Beim Weinbau entsteht somit nicht der ökonomische Nachteil, keinen Ertrag liefernde, männliche Pflanzen anbauen zu müssen.

## Synonyme
Genovèse ist auch unter den Namen Albarolla, Bianchetta genovese, Bianchetta genoveze, Calcatella, Frate pelato, Genovese, Genove, Genovesilla, Genovisello, Genueser weißer, Gernuai féher, Ghjenuvese, Gianchetta, Jenuvese, raisin genois, Scimiscia, Uva albarola, Uva calcatella, Uva genovese und Uva Ghjenuvese bekannt.